# Camille-Félix Bellanger

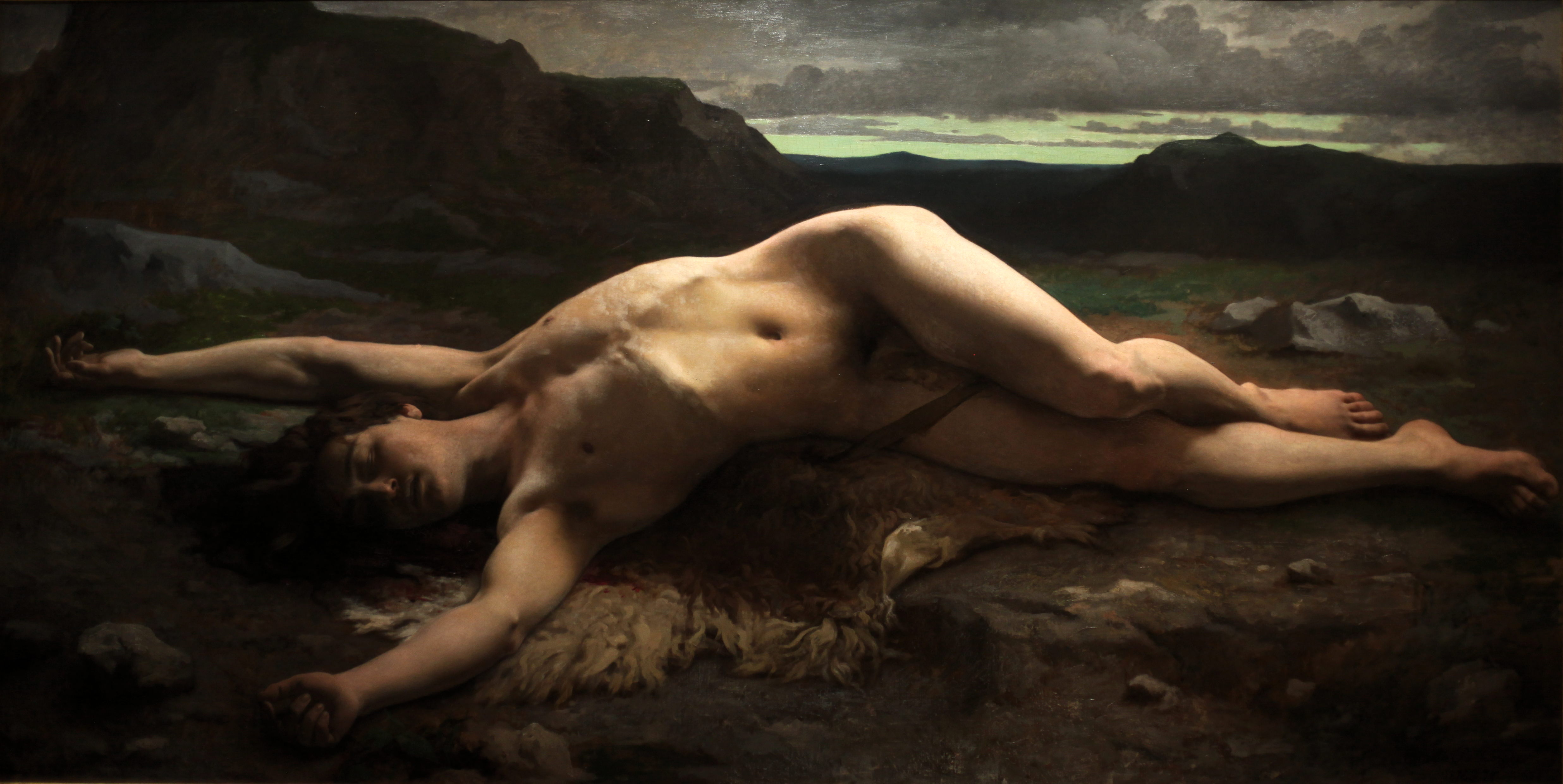
Abele (1874-1875), Paris, Museo d'Orsay

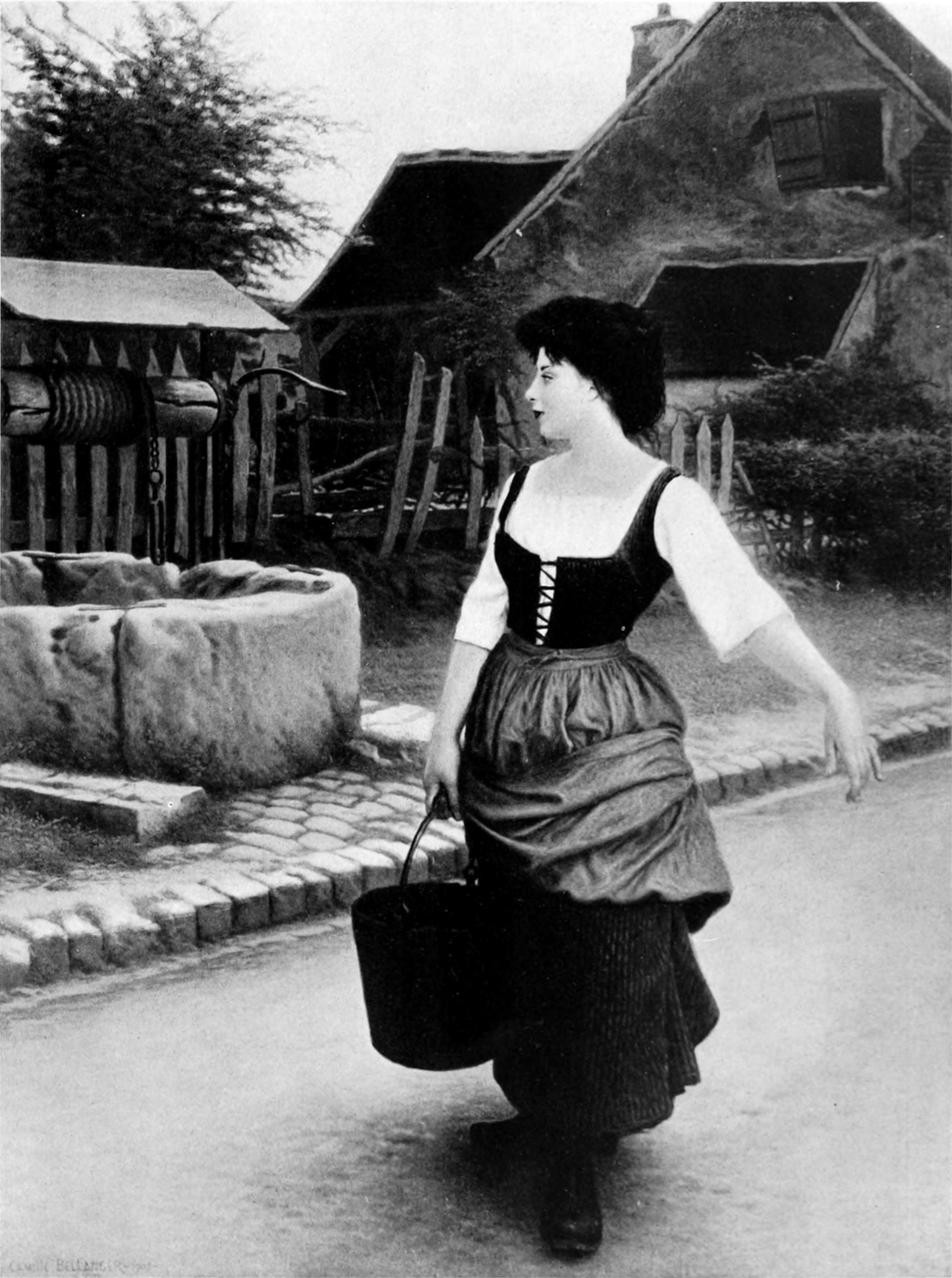
Camille Bellanger - Il vecchio pozzo

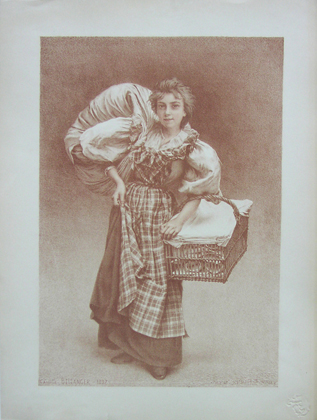
La Blanchisseuse litografia da L'Estampe moderne, 1897

Camille-Félix Bellanger (Parigi, 13 gennaio 1853 – 1923) è stato un pittore e incisore francese.

## Biografia
Camille Belanger studia all'Scuola di Belle Arti di Parigi sotto la guida di Alexandre Cabanel e di William Bouguereau. 
Si aggiudica il secondo Prix de Rome nel 1874 e in seguito ha continuato a ricevere numerosi riconoscimenti per la sua pittura. 
Bellanger ha regolarmente esposto le sue opere al Salon de Paris. 
Diventa professore di disegno all'École spéciale militaire de Saint-Cyr ed è nominato pittore della Marine nationale il 22 febbraio 1896. 
Viene insignito dell'onorificenza di Cavaliere della Legion d'onore. 
Belanger dipinge soggetti storici e mitologici, ritratti e scene di vita quotidiana, tra le sue opere si possono citare;
Abele; Portando le fascine; Idillio; Cupido dormiente.

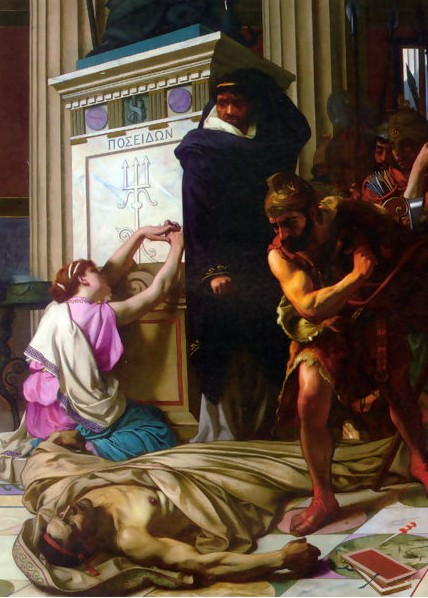
Bellanger, Morte di Demostene

## Opere esposte in collezioni pubbliche
- Parigi, Dipartimento di Arti grafiche del Museo del Louvre
  - Giovane ragazza che tiene un bambino tra le braccia, carboncino e sfumino
  - Ritratto di Justin Bellanger, padre dell'artista, 1888, mina di piombo
  - Ritratto di Luce Eugénie Arnoul, nonna  dell'artista, 1874, mina di piombo
  - Ritratto della mère de l'artiste, Adèle Bellanger, 1891, mina di piombo
  - Vecchio inginocchiato le mani giunte in un gesto di supplica, , 1875, mina di piombo

- Parigi, Museo d'Orsay
  - Abele, 1874-1875, olio su tela;

- Pau, Museo di Belle Arti di Pau:
  - L'arrivo al mercato, 1921, olio su cartone;
  - Mercato del legno, piazza di Verdun (1), 1921, olio su cartoncino;
  - Mercato del legno, piazza di Verdun (2), 1921, olio su cartoncino;
  - Marché del bestiame, piazza di Verdun a Pau, 1921, olio su cartoncino